# カルフーン郡 (アラバマ州)
カルフーン郡（英: Calhoun County）は、アメリカ合衆国アラバマ州の郡。人口は11万6441人（2020年）。名称は第7代副大統領ジョン・カルフーンに因む。1郡のみでアニストン・オックスフォード・ジャクソンビル都市圏を形成している。郡庁所在地はアニストン。

## 地理

### 隣接郡
- チェロキー郡 - 北東
- クリバーン郡 - 東
- タラデガ郡 - 南
- セントクレア郡 - 西
- エトワ郡 - 北西

## 主な都市と町
- アレクサンドリア
- アニストン
- ジャクソンビル
- ブルーマウンテン
- バイナム
- ホブソンシティー
- オックスフォード